# Вормсский рейхстаг

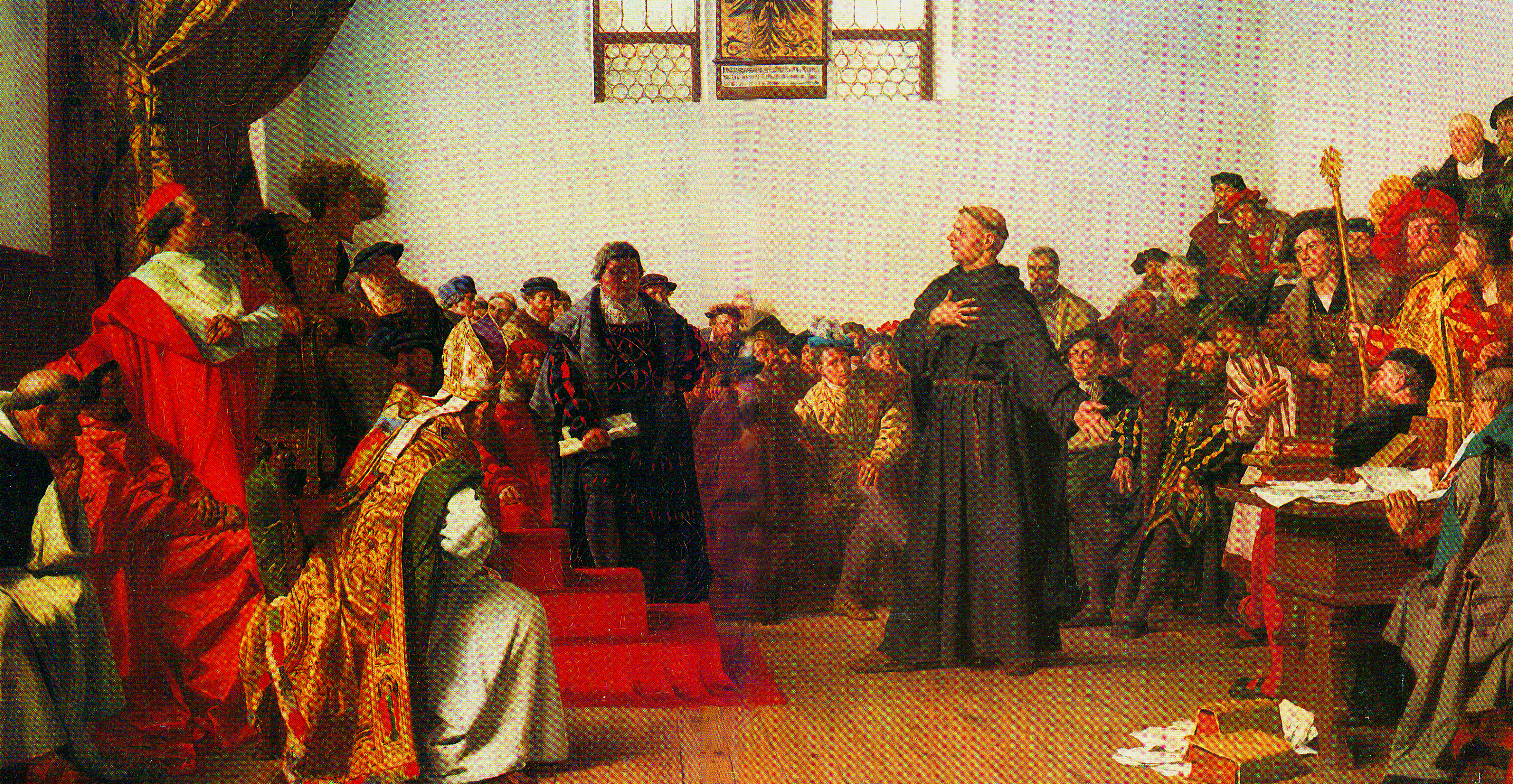
Лютер на Вормсском сейме, работа Антона фон Вернера 1877 года.

Вормсский рейхстаг (нем. Reichstag zu Worms) — заседание рейхстага, собранное новоизбранным императором Карлом V в 1521 году в городе Вормс. В нём приняли участие совет курфюрстов, совет имперских князей и совет имперских городов. Рейхстаг был открыт 27 января и длился до 25 мая 1521 года.
Одной из тем повестки дня было рассмотрение учения Мартина Лютера. Хотя курфюрст Фридрих Саксонский и император гарантировали ему личную неприкосновенность, сам реформатор ожидал, что его постигнет судьба Яна Гуса на Констанцском соборе. Учение Лютера было осуждено Вормсским эдиктом, но сам он пропал, как выяснилось позднее — был похищен людьми саксонского курфюрста и вывезен в замок Вартбург.
Из-за угрозы турок перед империей стоял ряд важных задач. Было создано Имперское правительство под руководством брата императора, Фердинанда I, который замещал его во время отсутствия. Одновременно Карл и Фердинанд договорились о разделении владений Габсбургов на испанские и центральноевропейские (Вормсский договор от 28 апреля 1521 года).
Карл, не понимавший немецкого языка, получил Испанию с её итальянскими владениями и заморскими колониями и Нидерланды, а Фердинанд — Австрию (сначала герцогские земли и Внутреннюю Австрию, а по Брюссельскому договору 1522 года — также Тироль, Вюртемберг и Переднюю Австрию).